# University of Toronto Press
O University of Toronto Press (UTP) é uma editora universitária e divisão independente da Universidade de Toronto. Foi fundada em 1901 para imprimir exames universitários e calendários, e reparar livros de suas bibliotecas, sendo a primeira editora acadêmica do Canadá.